# Relaciones Albania-Serbia
Las relaciones entre Albania y Serbia, han sido complejas y en gran medida hostiles en gran parte de su historia debido a una serie de acontecimientos históricos y rivalidades políticas entre ambas naciones.
Albania tiene una embajada en Belgrado, mientras que Serbia tiene una embajada en Tirana.  Ambos países son miembros de pleno derecho del Consejo de Europa, la Organización para la Seguridad y la Cooperación en Europa (OSCE), el Acuerdo de Libre Comercio de Europa Central (CEFTA) y la Organización de Cooperación Económica del Mar Negro (BSEC).

## Historia

### Periodo otomano
A finales del período otomano, el diplomático serbio Ilija Garašanin contactó con el abad de Mirdita, monseñor Gasper Krasniqi, con el objetivo de adquirir el elemento católico albanés como supuesta solución a la "cuestión oriental".  Sin embargo, sus objetivos eran diferentes. Mientras Garašanin consideraba esos contactos como un medio para la realización de una salida serbia al mar Adriático, Krasniqi se esforzó por ayudar a Serbia a organizar una revolución de la comunidad católica albanesa, principalmente Mirdita, contra los turcos, por la libertad política y la independencia de Albania.

### Guerras de los Balcanes
Al comienzo de las Guerras de los Balcanes en 1912, uno de los objetivos estratégicos importantes de la política serbia era adquirir un corredor hacia el Mar Adriático, como tal, su intención había sido compartir una frontera común con su aliado, el Reino de Grecia, negando así al estado albanés el estatus de independencia. En la primera guerra de los Balcanes, los albaneses lucharon por un estado nación. Sin embargo, estos combates se limitaron en gran medida a operaciones de milicias y tácticas de guerrilla.

### Segunda Guerra Mundial

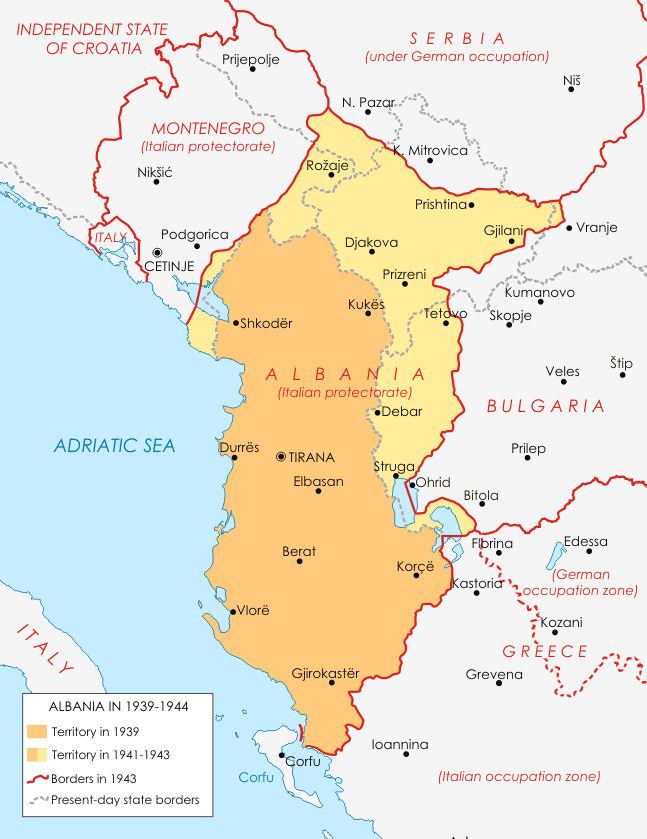
Albania con partes ocupadas de Yugoslavia en la Segunda Guerra Mundial

Durante la Segunda Guerra Mundial, se desarrolló una cooperación muy estrecha entre el Ejército Popular de Liberación de Yugoslavia y el Ejército Popular de Liberación de Albania. El Ejército Popular Albanés asumió el poder en el país en 1944. La Yugoslavia Federal Democrática fue el primer país en reconocer al nuevo gobierno de Albania en abril de 1945. 

### Guerra fría

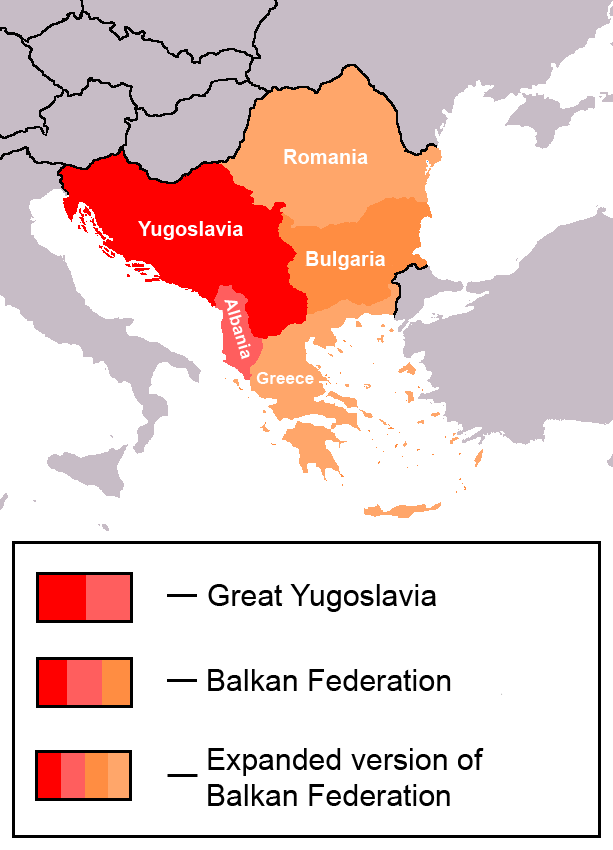
Proyecto comunista de la Federación Balcánica de posguerra.

Había planes comunistas para crear una federación balcánica que incluiría a Yugoslavia, Albania, Rumania, Bulgaria y Grecia.  Sin embargo, después de la resolución de Informbiro de 1948, Albania rompió relaciones con Yugoslavia, debido a que el dirigente de Albania, Enver Hoxha permaneció leal a la Unión Soviética que en ese momento estaba bajo el mando de Joseph Stalin.

### Guerras yugoslavas
Después de la campaña de bombardeos de la OTAN en Kosovo, Albania los apoyó, lo que dio lugar a que la República Federativa de Yugoslavia rompiera relaciones diplomáticas con Albania.

### sigloXXI
El primer ministro albanés, Edi Rama, visitó Serbia y se reunió con el primer ministro serbio, Aleksandar Vučić, el 10 de noviembre de 2014, siendo la primera reunión de este tipo entre los líderes de ambos países desde la reunión de 1947 del dictador albanés Enver Hoxha con el Presidente de Yugoslavia, Josip Broz Tito. Sin embargo, los ánimos se caldearon cuando Rama dijo que la independencia de Kosovo era "innegable" y "debe ser respetada" y Vučić lo acusó de "provocación". 
En mayo de 2022, durante el Foro Económico Mundial en Davos, el presidente serbio Aleksandar Vučić comentó que "las relaciones entre Albania, Serbia y Macedonia del Norte nunca han sido mejores". Serbia promovió una zona económica y política conjunta entre los tres estados de los Balcanes Occidentales y afirmó una “política de puertas abiertas” para cualquiera dispuesto a cooperar. 

## Derechos de las minorías
En diciembre de 2008, la policía serbia arrestó a diez exmiembros del Ejército de Liberación de Kosovo (ELK) en una zona poblada por albaneses fronteriza con Kosovo. La fiscalía de crímenes de guerra de Serbia declaró que tenía pruebas de que los diez miembros del UCK habían asesinado a 51 personas y secuestrado a 159 civiles en Kosovo entre junio y octubre de 1999.

## Misiones diplomáticas residentes
- Albania tiene una embajada en Belgrado.
- Serbia tiene una embajada en Tirana.